# Флориаль, Эстеван
Эстеван Аниэль Флориаль (исп. Estevan Haniel Florial; 25 ноября 1997, Бараона) — доминиканский и гаитянский бейсболист, аутфилдер клуба Главной лиги бейсбола «Нью-Йорк Янкис».

## Биография

### Ранние годы и начало карьеры
Эстеван Флориаль родился 25 ноября 1997 года в Бараоне в Доминиканской Республике. Его мать уроженка Гаити, поэтому он имеет двойное гражданство. Флориаль говорит на английском, испанском и креольском языках. Его свидетельство о рождении было утеряно, поэтому при поступлении в школу мать записала его как Аниэля д’Олео. Из-за проблем с документами в 2014 году его отстраняли от тренировок на доминиканской базе «Нью-Йорк Янкис». Они же стали причиной того, что в 2015 году при подписании контракта его бонус составил только 200 тысяч долларов.
Профессиональную карьеру Флориаль начал в 2015 году в составе фарм-клуба «Янкис» в Доминиканской летней лиге, где стал одним из обладателей титула самого ценного игрока плей-офф. По итогам 57 проведённых матчей его показатель отбивания составил 31,3 %. В 2016 году он играл не так успешно. В команде Аппалачской лиги «Пуласки Янкис» эффективность его игры на бите составляла всего 22,5 %. Позже по ходу чемпионата он выступал за «Чарлстон Ривердогз» и «Тампу Янкис».
В 2017 году до июля Флориаль играл за «Чарлстон», после чего снова был переведён в «Тампу». В 110 проведённых играх он отбивал с показателем 29,8 % с 13 хоум-ранами, 57 RBI и 23 украденными базами. По итогам сезона его признали игроком года в фарм-системе «Янкис». В 2018 году он сыграл 75 матчей в составе «Тампы», отбивая с эффективностью 25,5 %, но затем получил перелом руки. Реабилитацию Флориаль проходил в дочерних командах «Янкис» в Лиге Галф-Кост. Несмотря на травму, сезон 2019 года он начал в статусе лучшего молодого игрока в системе «Янкис». В марте в одном из матчей он врезался в стену аутфилда и снова сломал запястье на правой руке. На поле Флориаль вернулся в июне и до конца чемпионата играл за «Тампу», в 74 матчах отбивая с показателем 23,7 %. В 2020 году сезон младших лиг был отменён из-за пандемии COVID-19. По этой причине Флориаль провёл лишь один официальный матч, 28 августа дебютировав в составе «Янкис» в Главной лиге бейсбола.

### Главная лига бейсбола
Большую часть сезона 2021 года Флориаль провёл в командах AA и AAA-лиг «Сомерсет Пэтриотс» и «Скрантон/Уилкс-Барре Рейлрайдерс». За основной состав «Янкис» он сыграл одиннадцать матчей. Главной его проблемой стало большое число получаемых страйкаутов. В играх за «Рейлрайдерс» их доля составила 30,9 %. В защите Флориаль проявил себя как один из лучших центрфилдеров в системе клуба.